# Al-Idrissí

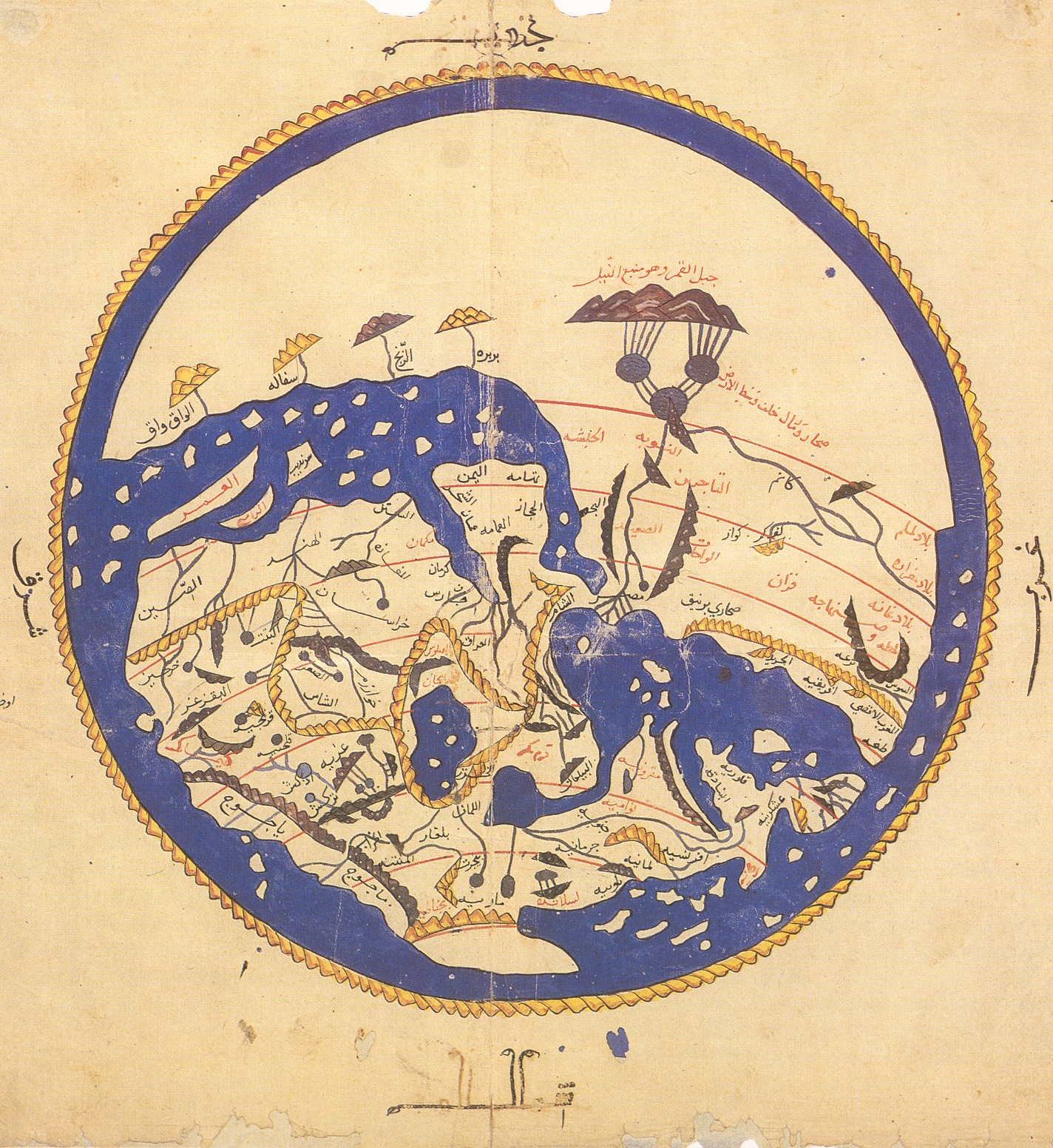
Mapamundi pertanyent a la Tabula Rogeriana. Noti's que el sud apareix a la part superior del mapa

Abu-Abd-Al·lah Muhàmmad al-Idrissí (àrab: أبو عبد اللّه محمد الإدريسي, Abū ʿAbd Allāh Muḥammad al-Idrīsī), més conegut simplement com al-Idrissí (1100-1165), fou cartògraf, geògraf i viatger andalusí que visqué a la cort de Roger II de Sicília. Al-Idrissí nasqué a Ceuta, aleshores pertanyent a l'Imperi almoràvit, al si d'una família de la noblesa de l'Àndalus. En relació amb la seva mort, no n'existeix constància del lloc exacte, potser a Ceuta mateix o a Sicília.
El 1154, confeccionà un gran mapamundi orientat en sentit invers a l'utilitzat actualment, conegut com la Tabula Rogeriana, acompanyat per un llibre anomenat Geografia. Roger II donà a aquestes obres el nom conjunt de Nuzhat al-Muixtak, encara que Al-Idrissí les batejà com a Kitab Ruyar (El llibre de Roger).
El 1161, en realitzà una segona edició ampliada, amb el títol d'Els jardins de la humanitat i l'entreteniment de l'ànima, però totes les còpies es perderen. Una versió abreujada d'aquesta edició, dita El jardí dels goigs, encara que més coneguda com a Petit Idrissí, es publicà el 1192.
El llibre no és una font històrica perfecta, car Al-Idrissí, seguint el costum d'aquella època i de segles posteriors, es basà en altres fonts. Per exemple, combinà la descripció de Polònia amb la del territori actual de la República Txeca, car hi escrigué a sobre "un país envoltat per muntanyes".
Respecte a les característiques i el contingut de la seva obra, hom pot dir que es tracta d'una obra d'entreteniment. Dibuixà el món dividit per set franges paral·leles a l'equador i cada regió restava dividida segons els climes occidental i oriental. Fa corografia basada en itineraris, en què s'esmenta el nom de les ciutats per on passen, així com la distància entre aquestes. Mescla informació de moltes èpoques i de vegades no les contrasta.